# Haïssa Mariko
Haïssa Mariko connue sous le nom de Haïssa Hima, née le 26 juillet 1951, est en 1967 la première femme parachutiste du Niger.

## Biographie
Haïssa Mariko est née le 26 juillet 1951. Elle est recrutée au sein des forces armées nigériennes dans la promotion 1966. À l’âge de 17 ans,  elle obtient son diplôme de parachutisme le 20 février 1967. Le diplôme  lui est remis lors de la cérémonie de présentation du drapeau du Niger aux recrues de sa promotion à Tondibia situé au nord-ouest de Niamey